# Segunda República Dominicana
La Segunda República Dominicana es un período de la historia de la República Dominicana comprendido entre el 15 de julio de 1865 con la retirada del gobierno español de Santo Domingo y entre el 15 de mayo de 1916 con la entrada de tropas estadounidenses al país y el inicio de la ocupación militar estadounidense, que terminó con el establecimiento de la Tercera República Dominicana en 1924.
La Segunda República vio constantes debates políticos, sobre todo en cuanto a las funciones del presidente y a la composición del Poder Legislativo. Se sucedieron varios gobiernos y varias Constituciones. Personajes como Buenaventura Báez, Ignacio María González y Ulises Heureaux dominaron la política de la primera parte del período, y más tarde lo hicieron Horacio Vásquez, Juan Isidro Jimenes o Ramón Cáceres.
La inestabilidad política producida por el caudillismo y la sucesión de gobiernos conllevó a una crisis económica ya que el país en rara ocasión pudo concentrar sus esfuerzos en la recuperación económica y social. Aun así, esta etapa de la historiografía dominicana resulta importante porque en ella se da forma a muchos aspectos del Estado dominicano.

## La Guerra Restauradora
El 16 de agosto de 1863, nacionalistas dominicanos se levantaron en armas contra la anexión a España. Liderados por Santiago Rodríguez, los sublevados entraron al país por la frontera haitiana, penetrando por el territorio que hoy es Dajabón, donde proclaman el Grito de Capotillo. Este hecho marca el inicio de la Guerra de la Restauración.
Durante dos años, los separatistas dominicanos lucharon contra la colonia española en la isla. De la Línea Noroeste se dirigieron a Santiago dirigidos por Gaspar Polanco. La tomaron el 14 de septiembre de ese año y la hicieron su capital.
El nuevo gobierno provisional de Santiago estaba presidido por José Antonio Salcedo. Los conflictos personales entre los restauradores vieron la deposición de Salcedo en beneficio de Polanco. Eventualmente este sería sustituido por una Junta Superior Gubernativa que presidiría Benigno Filomeno de Rojas.
Luego se reinstauró la Constitución liberal de Moca de 1858. En virtud de esta, se eligió a Pedro Antonio Pimentel como presidente de la República el 25 de marzo de 1865.
Para estas alturas, el gobierno de Isabel II se había dado cuenta de que no le interesaba luchar por un territorio colonial como Santo Domingo y se anuló la anexión. El 15 de julio de 1865 las tropas españolas abandonaron la isla. Se iniciaba así formalmente un nuevo período de soberanía dominicana.

## Primeros gobiernos

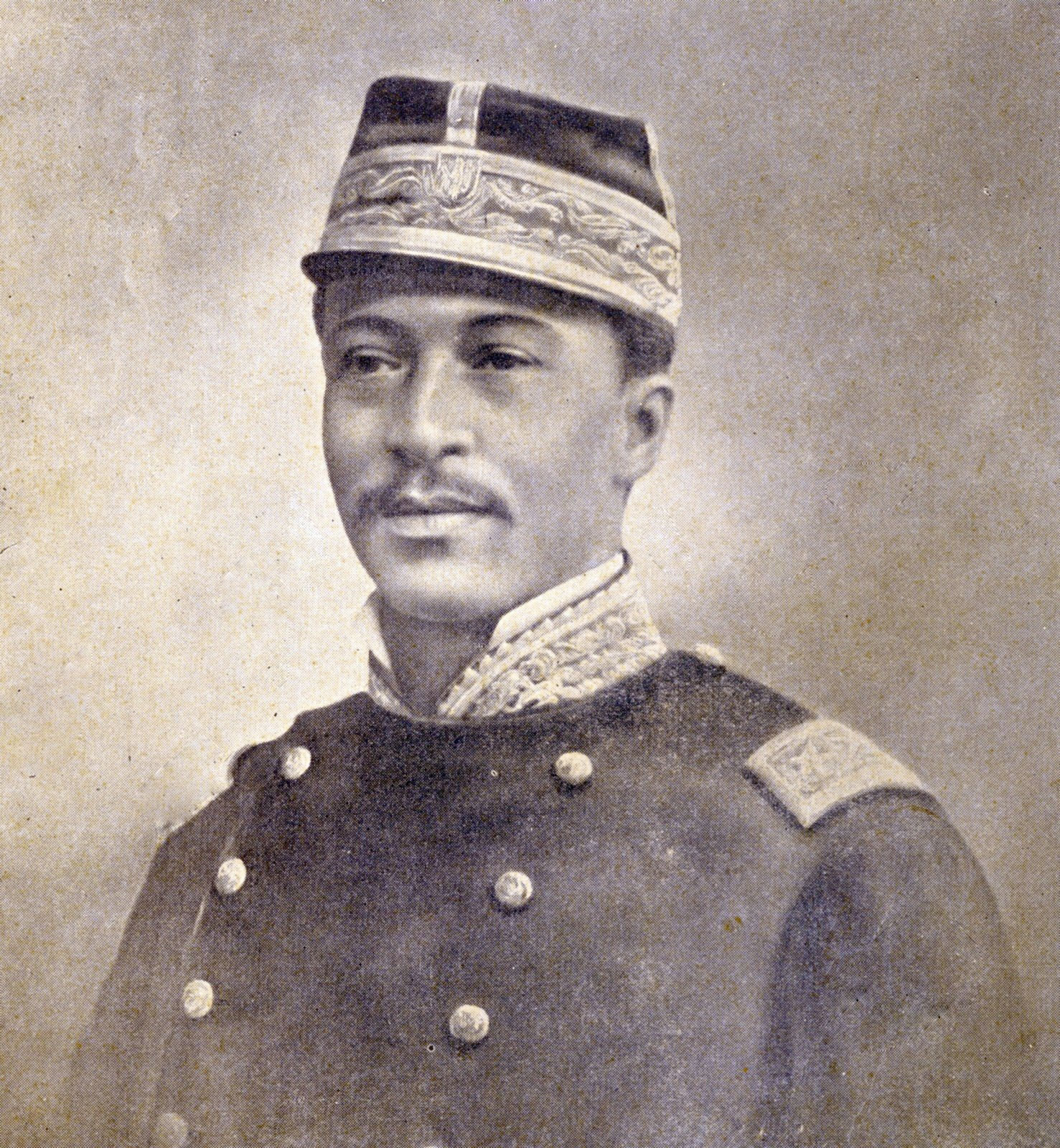
El general Gregorio Luperón, quien participó en la Guerra de la Restauración, jugó un papel importante en la política de la Segunda República.

Los primeros años de la Segunda República se caracterizaron por la sucesión de gobiernos de cortas duración, que rara vez completaban un mandato presidencial y que buscaban plasmar sus intereses en una reforma constitucional. Entre el período 1865-1887 se cuentan 21 gobiernos y unas 13 sustituciones o revisiones a la Constitución. Las principales agrupaciones que dominaban la política del momento eran el Partido Rojo, de corte conservador, y el Partido Azul, de tendencia progresista y liberal.
El primero en ocupar la Presidencia después de la retirada de los españoles fue José María Cabral, entre el 4 de agosto y el 15 de noviembre de 1865. Su gobierno firmó una nueva carta magna, la Constitución de 1865, que mezclaba elementos de los textos liberales de febrero de 1854 y Moca de 1858. Entre las novedades constitucionales se cuentan el Poder Municipal que proyectaba el ideario de Duarte, el voto directo y el sufragio universal masculino.
Esta Constitución también establecía la condición de distrito marítimo, división administrativa distinta a la de provincia, que se aplicó a Samaná y a Puerto Plata. El Poder Legislativo estaba compuesto por un Senado y una Cámara de Representantes.
Esta Constitución y estas reformas tuvieron corta vida, ya que para noviembre de 1865 Cabral había perdido poder en favor de Buenaventura Báez, quien contaba con amplios apoyos. Tras un breve gobierno provisional de Pedro Guillermo, Báez asume la Presidencia el 8 de diciembre.
Una de las medidas de este gobierno fue la de derogar, el 19 de abril de 1866, la anterior Constitución de 1865 y restablecer la de diciembre de 1854. De esta manera, el Legislativo volvía a ser unicameral, se suprimían los distritos marítimos y se volvía al sufragio censitario.
Este gobierno fue igualmente corto, ya que el 24 de abril fue depuesto por un levantamiento en Santiago.
Se instaura entonces un triunvirato protagonizado por Gregorio Luperón, Pedro Antonio Pimentel y Federico de Jesús García. Este gobierno reestituyó la Constitución de 1865 hasta que se aprobara un nuevo texto, el 27 de septiembre de ese año. Esta carta magna recuperaba el concepto de distrito, pero mantenía la unicameralidad, ejercida por un Congreso Nacional.
Recuperado el sufragio universal masculino, se realizaron elecciones, que fueron ganadas por José María Cabral, quien asumió el mandato el 29 de septiembre. Se mantendría en el poder por aproximadamente año y medio, hasta que una rebelión lo depuso y devolvió al poder a Buenaventura Báez, quien asumió la Presidencia por cuarta vez el 2 de mayo de 1868.

### Los Seis Años de Báez

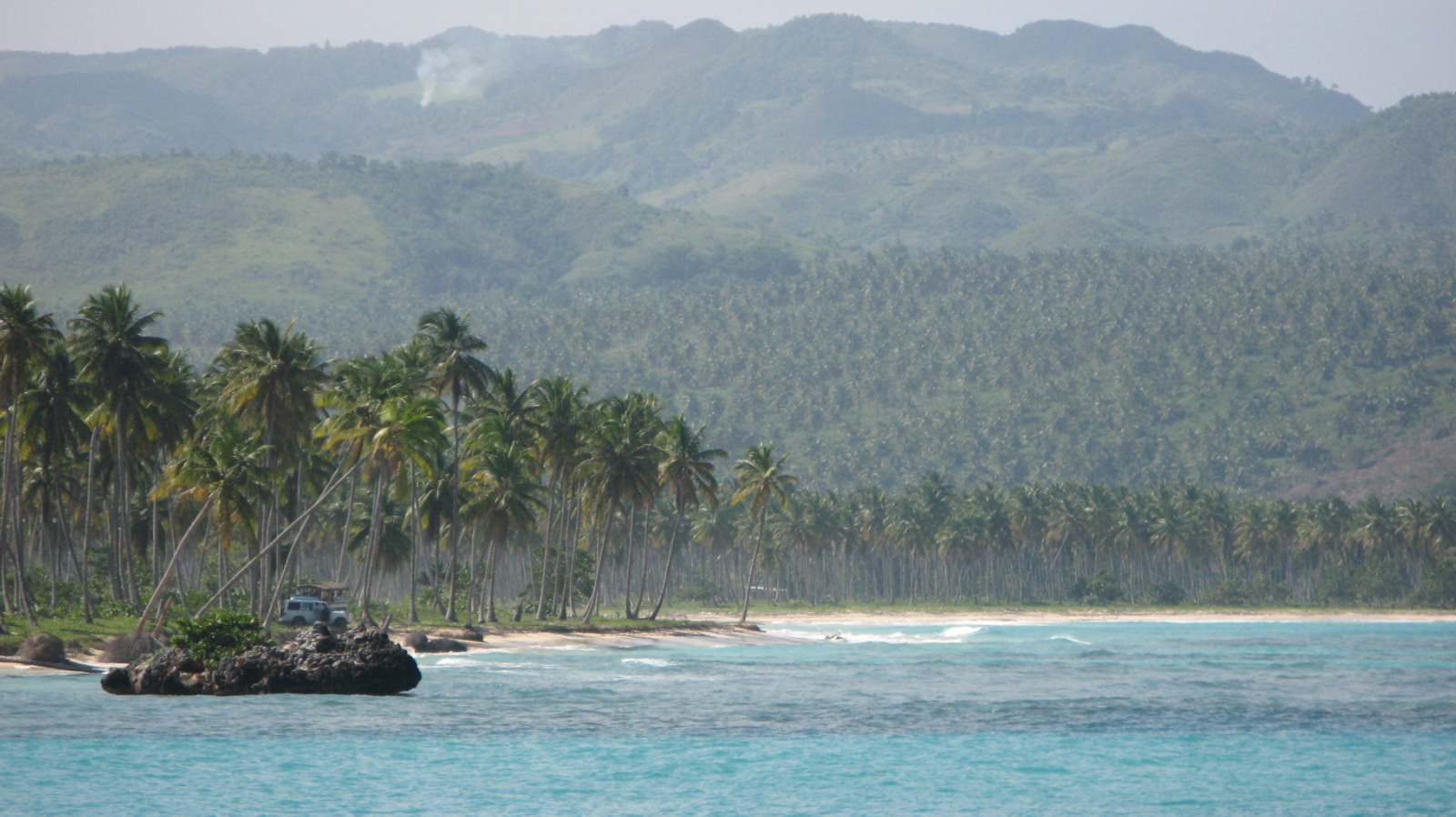
La bahía de Samaná fue propuesta para ceder a Estados Unidos durante el gobierno de Báez.

En esta cuarta ocasión, Báez se mantendrá en el poder entre 1868 y 1874. Se reestableció la Constitución de 1854 hasta que se firmara una nueva en 1872.
Este gobierno buscó el apoyo de Estados Unidos, con planes de anexionar todo o parte del país y el envío de barcos de guerra. Uno de los principales opositores a este plan fue el senador estadounidense Charles Sumner, quien alegaba que la decisión debía de venir del pueblo dominicano. Báez sí consiguió firmar el empréstito Hartmont con la empresa británica Hartmont Brothers&Co., pero este fue anulado 20 de julio de 1870 al detectarse un fraude en el préstamo.
Hacia finales de 1873, se produce en Puerto Plata un levantamiento conocido como Revolución Unionista. La dirigía el general Ignacio María González. La rebelión se generalizó por el Cibao, hasta el punto que Báez se vio obligado a renunciar el 2 de enero de 1874.

### Nueva inestabilidad política

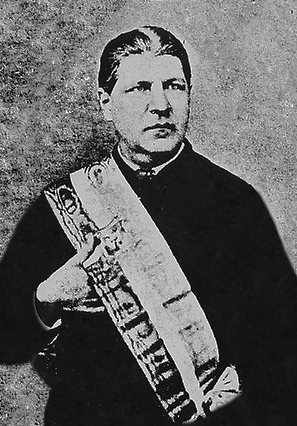
El presbítero Fernando Arturo de Meriño ejerció como Presidente y más tarde como Dictador de la Nación.

El gobierno de González reestituyó la Constitución del 27 de septiembre de 1866. Fue sustituido por un breve período de tan solo unos meses del mandato de Ulises Espaillat, tras el cual retorna González por un mes.
El Partido Rojo retoma al poder el 26 de diciembre de 1876 encabezado por Buenaventura Báez, quien se convertía en presidente por quinta y última vez. Un golpe de Estado lo sacaría de la política y Báez se retiraría hacia Puerto Rico el 2 de marzo de 1878.
Vuelve entonces Ignacio María González, aunque tan solo por dos meses, ya que sería sustituido por Cesáreo Guillermo del Partido Azul el 3 de mayo de 1878. Este gobierno liberal proclama la Constitución de 1878, con la que se retoma temporalmente la bicameralidad del Poder Legislativo. Esto volverá a cambiar con el texto de 1880, proclamado por el gobierno de Gregorio Luperón, volviendo a la unicameralidad.
El gobierno provisional de Luperón se instauró en octubre de 1879. Entre sus medidas destaca la supresión del pago de la deuda, la creación de juntas de crédito y la fundación de la Escuela Normal, así como la proclamación de una Constitución liberal.
Para ocupar la presidencia constitucional, Luperón eligió al padre Fernando Arturo de Meriño, miembro del Partido Azul y quien más tarde sería arzobispo de Santo Domingo. Al tomar posesión, Meriño argumentó que una Constitución liberal, como la de 1880, era inaplicable teniendo en cuenta la situación política y social del país. Por estos motivos, el 30 de mayo de 1881, Meriño se declaró dictador de la Nación. Abandonó el cargo al año siguiente con la realización de elecciones.
Salió victorioso Ulises Heureaux con el respaldo de Gregorio Luperón. En los dos años de su mandato, Heureaux, desde ya destacado militar, sustituyó a Luperón como líder del Partido Azul, hasta el punto de que fue por su respaldo que Francisco Gregorio Billini alcanzó la presidencia y luego, Alejandro Woss y Gil.
Para las elecciones de 1886, Heureaux presentó su candidatura, pero otros miembros de su partido prefirieron apoyar a Casimiro de Moya. Esto dividió a los azules. Después de fraudes y varias disputas, Heureaux fue proclamado presidente el 6 de enero de 1887.

## Dictadura de Lilís

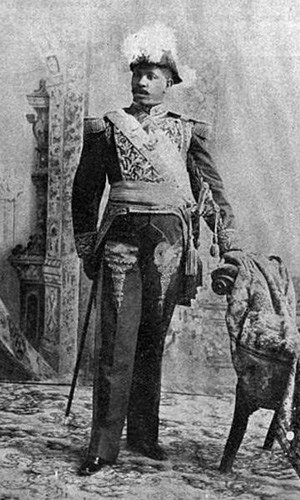
Ulises Heureaux en traje militar

Ulises Heureaux, también conocido como Lilís, alcanzó la Presidencia por segunda vez el 6 de enero de 1887. Se inició así un período de 12 años de gobierno autoritario y dictatorial.
Entre las primeras medidas de Lilís estuvo modificar la Constitución. El nuevo texto extendía el mandato presidencial a cuatro años y revertía a la fórmula electoral indirecta mediante colegios electorales.
En materia económica, el gobierno de Lilís buscó saldar la deuda tomada a la empresa británica Hartmont Brothers&Co. durante el gobierno de Buenaventura Báez en 1869. Además, Heureaux necesitaba capital para financiar su maquinaria política y de espionaje. Pactó con la compañía neerlandesa Westendorp el pago de 770,000 libras esterlinas. De esta manera el gobierno pudo pagar lo reclamado por al Hartmont, así como pagar sueldos atrasados a funcionarios.
El aparato político de Lilís dejó al país en una peor situación económica. El gobierno volvió a solicitar otro préstamo a la Westendorp en 1890 con el objetivo de construir un ferrocarril entre Santiago y Puerto Plata. Además, acuñó moneda fraudulenta.
Al intentar pedir otro préstamo en 1892, la Westendorp, que se encontraba al borde de la quiebra, traspasa la deuda dominicana a la estadounidense San Domingo Improvement Company. Esto marcó el inicio de la injerencia de Estados Unidos en la economía y en la política dominicana.
Paralelo a esto, la producción agrícola dominicana comenzaba a cambiar. La región Este empezó a tener un fuerte desarrollo azucarero, lo que hizo pasar el centro de la economía hacia Santo Domingo y San Pedro de Macorís. El propio Lilís favoreció el crecimiento de esta industria azucarera frente a la tradicional región del Cibao.
Esta situación despertó el descontento de los comerciantes cibaeños. En junio de 1898, el comerciante radicado en Monte Cristi Juan Isidro Jimenes intentó una incursión marítima, pero fracasó.
Al año siguiente, Horacio Vásquez y Ramón Cáceres, comerciantes cibaeños y más tarde ambos políticos, formaron parte del grupo que daría un nuevo golpe. El 26 de julio de 1899, Heureaux fue ajusticiado en Moca, poniendo fin a la dictadura, aunque llevando al país a un nuevo período de turbulencia política.

## Inicios del siglo XX
Con el ajusticiamiento de Lilís, la política dominicana volvió a sumirse en las tensiones partidistas entre el Partido Rojo, conocido ahora "los Coludos", y el Partido Jimenista, apodado "los Bolos". En el primero se situaron Horacio Vásquez y Ramón Cáceres; en el segundo, destacó Juan Isidro Jimenes. En conjunto, estos tres hombres liderarían la política dominicana previa a la ocupación militar estadounidense.
Wenceslao Figuereo, vicepresidente durante el último período de Lilís, intenta completar el mandato, pero al mes siguiente Horacio Vásquez establece en Santiago un Gobierno Provisional. Este duró tan solo tres meses, ya que el 15 de noviembre de 1899 asume la Presidencia Juan Isidro Jimenes. Jimenes fue derrocado en 1902 por Vásquez, quien a su vez sería depuesto por un golpe de Estado y sustituido por Woss y Gil en 1903. Ese mismo año Morales Languasco encabeza una sublevación militar con el apoyo de Estados Unidos. Se le conoció como "Revolución Unionista", ya que aglutinaba a partidarios de los bolos y de los coludos.
El gobierno de Morales Languasco tuvo que hacer frente a los graves problemas de la deuda externa. Esta se concentraba esencialmente en bancos estadounidenses y las aduanas dominicanas estaban puestas como garantes del pago. En vista de que la economía dominicana no generaba tantos ingresos y con el creciente interés estadounidense en la región, los acreedores comenzaron a presionar al gobierno dominicano. Por eso, en 1905, Morales Languasco llega a un acuerdo con el presidente Roosevelt mediante el cual el gobierno estadounidense supervisaría y controlaría los ingresos aduaneros dominicanos y repartiría dichos ingresos en relación de 55% para el pago de la deuda y 45% para el gobierno local. Este tratado no llegó a ser ratificado por el Congreso de los Estados Unidos, pero comenzó a aplicarse con el nombre de "Modus Vivendi", el antecedente a la Convención domínico-americana. Esto calmó las tensiones de los acreedores y permitió un leve crecimiento de la economía dominicana.

### Gobierno de Ramón Cáceres

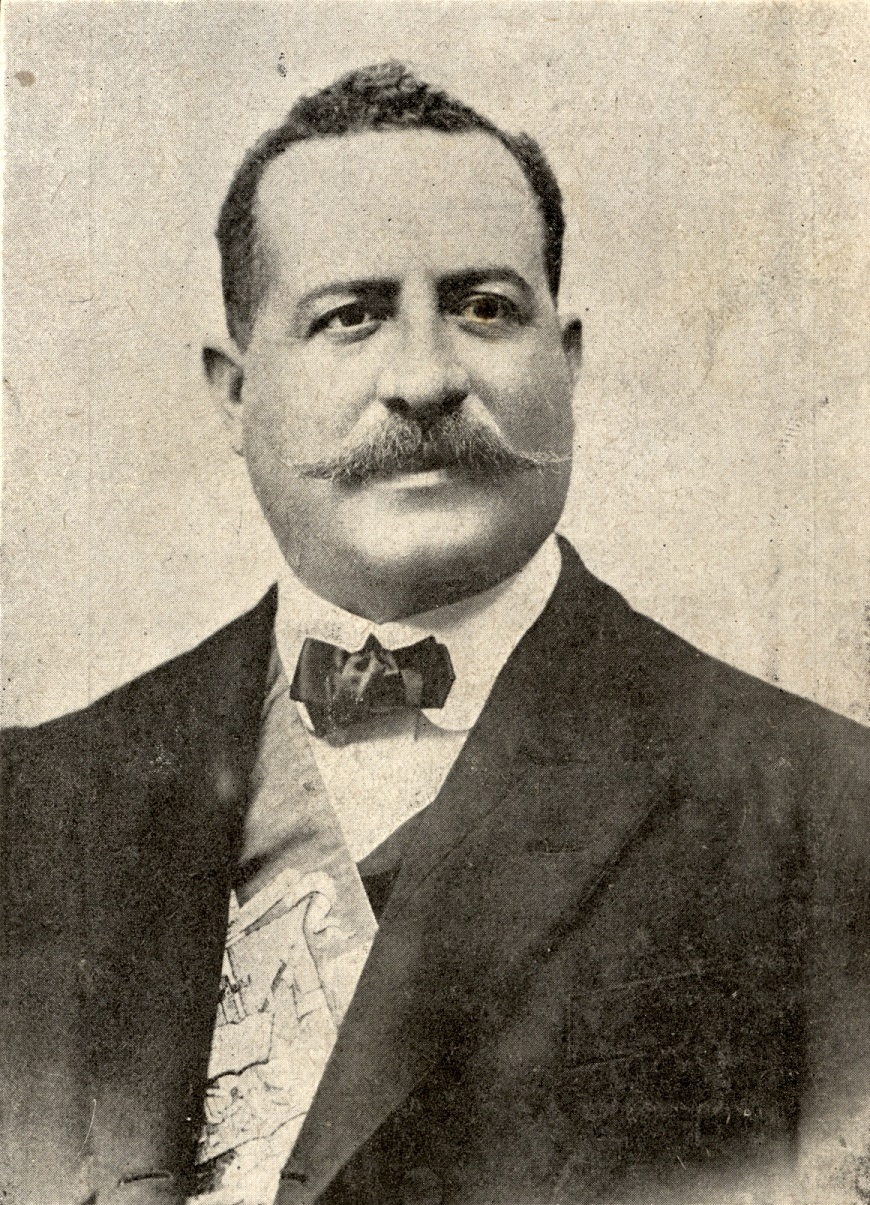
Ramón Cáceres

En enero de 1906, Morales Languasco renuncia a la Presidencia y le sustituye su vicepresidente, Ramón Cáceres. El historiador José Chez Checo califica la gestión de Cáceres como "la más estable y prolongada en esa época", ya que consiguió mantenerse en el poder por 6 años consecutivos.
Una de las principales medidas de la administración de Cáceres fue firmar y ratificar el acuerdo alcanzado con Estados Unidos. Se concreta así la Convención domínico-americana en 1907 co los siguientes puntos:
- Las recaudaciones aduaneras de la República Dominicana estarían bajo la supervisión de la Receptoría General de Aduanas.
- El 45% de los ingresos aduaneros serían percibidos por el gobierno dominicano.
- El 50% de los ingresos aduaneros se destinarían al pago de la deuda externa a los bancos estadounidenses.
- El 5% restante se usaría para financiar la Receptoría General de Aduanas.

Este hecho supuso una sustancial pérdida de la soberanía dominicana y permitió la injerencia de Estados Unidos en los asuntos políticos y económicos del país caribeño. A pesar de esto, también hay que tener en cuenta que la Convención dio paso a una relativa estabilidad económica, que a su vez permitió al gobierno de Cáceres invertir en proyectos de infraestructura, como ferrocarriles, líneas de telégrafo, carreteras, puentes, escuelas, etc.
Otra medida importante del gobierno de Cáceres fue, como era costumbre, modificar la Constitución. Un primer texto fue aprobado y publicado el 9 de septiembre de 1907, pero duró poco tiempo, ya que fue sustituido por una nueva Carta Magna el 22 de febrero de 1908. Esta reforma trataba los siguientes puntos:
- Ampliación del período presidencial a 6 años
- Supresión del cargo de vicepresidente
- Implementación del sufragio indirecto meidante colegios electorales
- Establecimiento del Poder Legislativo en dos cámaras: Senado y Cámara de Diputados

Durante el gobierno de Cáceres se fortaleció la Guardia Presidencial, conocida popularmente en este período como la "Guardia de Mon". De esta manera hizo frente a la oposición de jimenistas y horacistas. Esto permitió una mayor estabilidad social y política que, combinada con los beneficios económicos de la Convención domínico-americana, dio paso a un relativo progreso en República Dominicana.
Todo esto llegó a su fin el 19 de noviembre de 1911 cuando Ramón Cáceres fue asesinado en Santo Domingo. Este hecho volvió a sumir al país en la inestabilidad política de años anteriores.

### Gobiernos previos a la intervención
En el transcurso de los años siguientes al asesinato de Ramón Cáceres se sucedieron en República Dominicana una serie de gobiernos de corta duración:
- Eladio Victoria: 6 de diciembre de 1911-30 de noviembre de 1912
- Adolfo Alejandro Nouel: 1 de diciembre de 1912-13 de abril de 1913
- José Bordas Valdez: 14 de abril de 1913-28 de agosto de 1914
- Ramón Báez: 28 de agosto de 1914-6 de diciembre de 1914

En octubre de 1914 se realizaron elecciones, en las cuales se impuso Juan Isidro Jimenes frente a Horacio Vásquez. Se apoyó de aliados políticos como Desiderio Arias y Federico Velásquez y Hernández. Este gobierno recibió constantes presiones de Estados Unidos para que se cumpliera la Convención domínico-americana, pero Jimenes no consiguió la estabilidad política y económica necesaria.
Ante una sublevación por parte de Desiderio Arias que tomó la ciudad de Santo Domingo, Jimenes buscó la manera de mantenerse en el poder. Estados Unidos, que seguía de cerca la situación en República Dominicana, envío barcos y tropas a Santo Domingo, pero Jimenes se negó a aceptar este apoyo y renunció el 7 de mayo de 1916.
Siguieron tres meses de vacío de poder, durante los cuales Estados Unidos se fue haciendo con el control del país. Después de largos debates, el Congreso eligió a Francisco Henríquez y Carvajal como presidente el 31 de julio. Si bien su gobierno no fue reconocido por Estados Unidos, Henríquez y Carvajal sirvió como interlocutor dominicano ante las fuerzas de ocupación. Finalmente, el 29 de noviembre de 1916, el capitán Knapp proclama el inicio del gobierno militar estadounidense, alegando las condiciones de la Convención domínico-americana. De esta manera inicia la primera intervención militar estadounidense a la República Dominicana.

## Economía e infraestructura
- Convención domínico-americana
- Ferrocarril Santiago-Puerto Plata
- Ferrocarril Santiago-Samaná
- Industria azucarera en la región Este

## Cultura
- Salomé Ureña
- Literatura indigenista
- Manuel de Jesús Galván
- José Joaquín Pérez (poeta)
- Francisco Gregorio Billini